# Baeoura trisimilis
Baeoura trisimilis är en tvåvingeart som beskrevs av Alexander 1966. Baeoura trisimilis ingår i släktet Baeoura och familjen småharkrankar. Inga underarter finns listade i Catalogue of Life.